# Löddeköpinge
Löddeköpinge est une localité suédoise située dans la commune de Kävlinge en Scanie.
Sa population était de 6 728 habitants en 2019.